# 希尔城 (南达科他州)
希尔城（英語：Hill City）是美国南达科他州下属的一座城市。根据2010年美国人口普查，该市有人口966人。论人口在本州排行第64。